# Claudie Haigneré
Claudie André-Deshays o Claudie Haigneré (Le Creusot, 13 de mayo de 1957) es una médica, neurocientífica, astronauta y política francesa.

## Trayectoria y formación

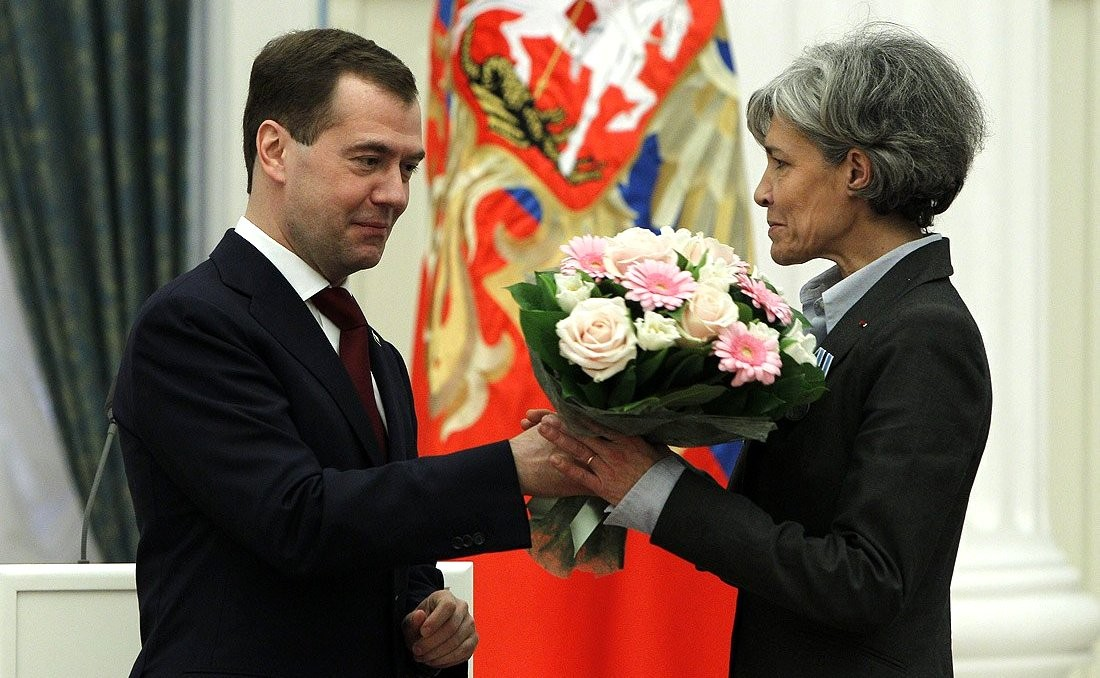
Haigneré recibe la Medalla de Mérito en Exploración Espacial, del presidente de Rusia Dmitri Medvédev el 12 de abril de 2011, en el Kremlin de Moscú.

Nacida en Le Creusot, Claudie Haigneré estudió medicina en la Facultad de Medicina (Paris-Cochin) y en la Facultad de Ciencias (Paris-VII). A continuación, se diplomó en biología y medicina deportiva (1981), medicina aeronáutica y medicina espacial (1982), y reumatología (1984). En 1986 se diplomó en biomecánica y fisiología de la movimiento (1986) y se doctoró en reumatología (1984) y neurociencia (1992).

## Biografía
En 2009, fue nombrada directora fundante de Universcience. En ese momento, era asesora del director de la Agencia Espacial Europea (ESA). En 2015, fue negativamente criticada por su salario de 21 000 euros por mes, más que el presidente de Francia, así como por no pagar impuestos en Francia, y mantener puestos en los consejos de administración de France Telecom, Sanofi, Lacoste y L'Oréal.

## Carrera espacial
De entre 10 000 candidatos, el centro espacial de Francia seleccionó solo a seis hombres y una mujer: Claudie Haigneré. Primero se cualificó como ingeniera y piloto de emergencia para el Transbordador Espacial. Inicialmente, fue miembro suplente de la tripulación de la misión Mir Altaïr de 1993, en la cual participó su futuro esposo, Jean-Pierre Haigneré. El asteroide 135268 Haigneré lleva su nombre en honor a ambos. En 1994, Claudie Haigneré comenzó su entrenamiento en el Centro de Entrenamiento de Cosmonautas Yuri Gagarin en Ciudad de las Estrellas, Rusia, para la misión franco-rusa Cassiopée y aprendió ruso durante su estancia allí. El 17 de agosto de 1996, se convirtió en la primera mujer francesa en ir al espacio cuando ella y dos cosmonautas rusos, el comandante Valery Korzun y el ingeniero de vuelo Aleksandr Kaleri, se lanzaron al espacio a bordo de la Soyuz TM-24 en la misión ruso-francesa Cassiopée. Durante la misión, visitó la estación espacial Mir durante 16 días y realizó experimentos exhaustivos en los campos de la fisiología y la biología del desarrollo, la física de fluidos y la tecnología. En 1999, Haigneré comandó una cápsula Soyuz durante el reingreso y se convirtió en la primera mujer cualificada para hacerlo. Como ingeniera de vuelo en Soyuz TM-33 en 2001, se convirtió en la primera mujer europea en visitar la Estación Espacial Internacional. Después de la misión, Claudie Haigneré continuó su participación en la ciencia espacial asistiendo a talleres y conferencias científicas. También contribuyó al análisis de datos y construcciones para los programas científicos de proyectos futuros. Se retiró de la ESA el 18 de junio de 2002.

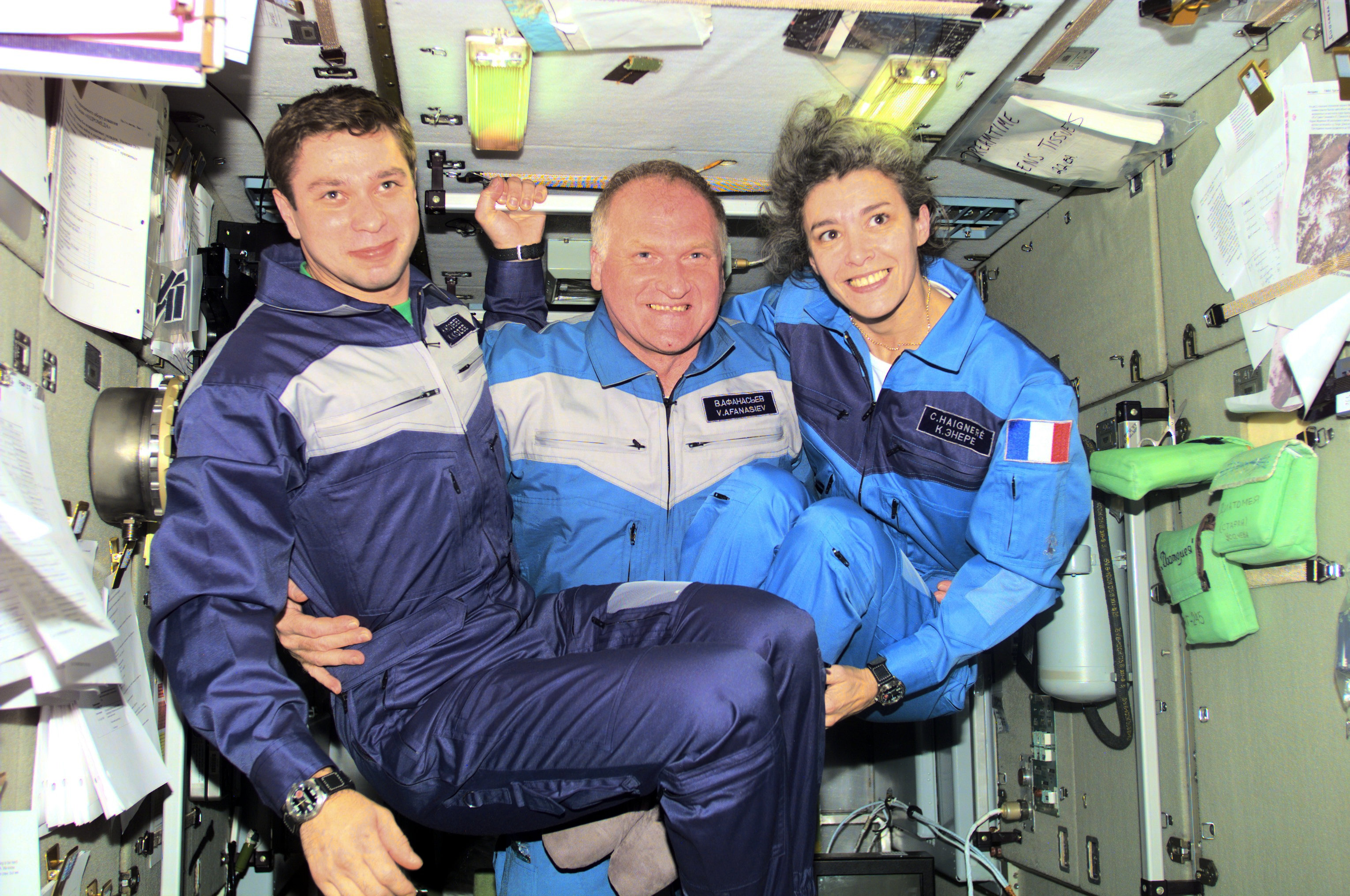
Haigneré (derecha) a bordo de la Estación Espacial Internacional

## Honores
- Haigneré es comendadora de la Legión de Honor.